# أندريه بشتا
أندريه بشتا (بالأوكرانية: Андрій Петрович Бешта؛ 14 ديسمبر 1976 - 30 مايو 2021) سياسي ودبلوماسي أوكراني. في نوفمبر 2015 أصبح سفيراً لأوكرانيا في تايلاند، وفي عام 2017 شغل مناصب بدوام جزئي كسفير لأوكرانيا في لاوس وميانمار. شغل المناصب الثلاثة حتى وفاته في عام 2021.
توفي بشتا في 30 مايو 2021 إثر نوبة قلبية في جزيرة كو ليبي، وهي منتجع في مقاطعة ساتون في تايلاند. كان عمره 44 سنة.